# Eugène Achard
Pour les articles homonymes, voir Achard.
Eugène Achard, né le 3 avril 1884 à La Chapelle-Agnon et mort le 26 décembre 1976 à Montréal, est un enseignant, écrivain, libraire-éditeur et bibliothécaire français ayant œuvré au Québec.

## Biographie
Eugène Achard entre chez les Frères maristes en 1898, à l’âge de 14 ans. Il prononce ses vœux. Il prend le nom en religion de frère Louis-Marius. En 1901, il obtient un brevet d'enseignement primaire français et se consacre à l'enseignement primaire.
À la suite de la promulgation en France des « lois Combes », qui interdisent aux congrégations d'enseigner, il s'établit au Québec en 1903. Il enseigne d'abord pendant un an (année scolaire 1904-1905) au collège Saint-Joseph de Granby. En 1906, il obtient un diplôme d'enseignement de la Province de Québec. Il enseigne à l'école d'Iberville, puis il en devient directeur. Tout en exerçant son métier d'enseignant, il fait des études de pédagogie à l'université de Montréal et obtient en 1911 son diplôme moderne de pédagogie, lettres et philosophie. Il fait un séjour d'études en France et obtient, en 1920, un baccalauréat ès lettres de l’université de Lille. Il rédige plusieurs ouvrages scolaires, en particulier des manuels de géographie, pour le compte des Frères maristes.
Il est atteint par la grippe espagnole. En 1920, il est atteint de surdité partielle. En décembre 1924, il est relevé de ses vœux de religion et il quitte l’enseignement. En 1926, il épouse Marie Bouchard. Il se lance dans l’écriture. Il est l'auteur de plus d'une centaine d'ouvrages, en grande partie de la littérature d'enfance et de jeunesse, incluant des nouvelles, feuilletons et quelques romans. Il est surtout connu pour ses récits, contes et légendes, qu'il rassemble en plusieurs recueils.
Il est fondateur des revues pédagogiques L'École canadienne en 1925, La Ruche écolière en 1927, devenue en 1931 La Ruche littéraire, et L'École primaire en 1930. Laforce (2013) offre un survol des diverses entreprises d'Achard et en conclut que « l'activité d'Eugène Achard dans le monde du périodique pédagogique s'intègre dans une vaste entreprise de l'imprimé qui se structure autour de la Librairie générale canadienne ». De 1930 à 1935, il occupe le poste de directeur adjoint de la Bibliothèque municipale de Montréal et crée la salle des documents publics, qu'il dirige jusqu'en 1955. En 1934, il fonde les Éditions du Zodiaque, comme relève des Éditions de la Librairie générale canadienne,. Il acquiert en 1960 une librairie, boulevard Saint-Laurent, à Montréal, et tient lui-même son magasin jusqu'à sa mort accidentelle le 26 décembre 1976, à Montréal. Il est membre fondateur de la Société des écrivains canadiens, de la Société des écrivains canadiens pour la jeunesse et de la Société des éditeurs canadiens et il participe à l'Association des éditeurs canadiens du livre français.
Victor-Lévy Beaulieu est d'avis qu'Eugène Achard, comme conteur, révolutionna le merveilleux québécois en y intégrant la mythologie amérindienne, les sorcières sympathiques et «la poétique sociale».
La rue Eugène-Achard, à Montréal, et, depuis 2006, la rue Eugène-Achard, à Québec, portent son nom. Un fonds Eugène-Archard est conservé à Bibliothèque et Archives nationales du Québec.

## Œuvres
Sauf indication contraire, publication aux éditions de La Librairie générale canadienne, Montréal.

### Romans
- Le Trésor de l'Île-aux-Noix : roman canadien, Montréal, Beauchemin, 1925
- La Fin d'un traître : épisode de la révolte de 1837, Montréal, Bibliothèque de l'Action française, 1926
- Le Calvaire du repentir : ciné-roman, 1929
- Les Chercheurs d'or des Rocheuses, 1929
- La Cousine de Cendrillon, Montréal, publié entre 1929 et 1953
- Jeannot l'intrépide, publié entre 1929 et 1953
- Le Château de la fée Carabosse, publié entre 1929 et 1955
- La Merveilleuse Histoire de Paton et de Patie, publié entre 1929 et 1961
- Les Northmans en Amérique, t. I : Les Vikings des grandes étapes, Montréal, Les Éditions du Zodiaque : Librairie Déom frère (Cette série n'eut pas de suite)
- La Grande Épopée de Jacques Cartier, coll. « pour la jeunesse canadienne. Romans et légendes historiques », Eugène Achard et Librairie générale canadienne, Montréal, première édition en six tomes publiés de 1935 à 1942, 2e édition en sept tomes publiés de 1954 à 1960 :
  - t. I : Le Marinier de Saint-Malo, 1935 et 1954, 127 p. ;
  - t. II : Vers l’inconnu de la mer océane, 1954, 127 p. ;
  - t. III : L’Homme blanc de Gaspé, 1936 et 1955, 127 p. ;
  - t. IV : Sur le grand fleuve de Canada, 1939 et 1956, 126 p. ;
  - t. V : Le Grand Chef de Stadaconé, 1940 et 1956, 127 p. ;
  - t. VI : Sur les hauteurs de Charlesbourg-Royal, 1940 et 1960, 125 p. ;
  - t. VII : Le Vice-roi du Canada, 1942 et 1960, 127 p.
- Sous les plis du drapeau blanc : roman historique canadien, Montréal, Beauchemin, 1935
- La Fée des érables : roman historique canadien, publié entre 1938 et 1944
- Geneviève de Brabant, 1940
- Le Calvaire du repentir, 1941
- Le Corsaire de la Baie d'Hudson : (exploits d'Iberville), 1941
- Gouhou-Gouhou, la sorcière du Rocher Percé, 1941
- La Sorcière du Rocher Percé, 1941
- Sur le double ruban d'acier : aventures dans l'Ouest canadien sur le chemin de fer du Pacifique Canadien, 1941
- Les Deux Espiègles Bamboulo et Bamboula, 1942
- Les Enfants perdus, 1942
- Sur les chemins de la mer, 1942
- Ce que raconte le vent du soir, 1942
- Le Bonhomme misère, 1943
- L'Espion de Jacques Cartier, 1943
- Le Royaume du Saguenay, 1944
- Mémoires d'un chien canadien, 1944
- Terres de brume et de soleil, 1945
- Le Livre de ma poupée, 1946
- Rois sans couronne, 1946
- Trois petites filles dans une roulotte : (d'un océan à l'autre), 1946
- La Touchante Odyssée d'Evangéline : traduction libre du poème de Longfellow avec notes explicatives, 1946
- Les Pèlerins de la grande escarboucle, 1947
- Le Théâtre d'Arlequin, 1947
- L'Héroïne de Châteauguay, 1949
- Le Retour de la petite réfugiée, 1949
- Une nuit de Pâques à Jérusalem, 1950
- La Petite Rose de Lisieux, 1950
- Notre-Dame des Rocheuses, 1951
- Le Pirate du Saint-Laurent, 1951
- Le Ranch de l'U Barré, 1951
- La Randonnée de l'Oiseau-Mouche : (à la recherche de la mine secrète), 1951
- Sur les pistes du grand désert blanc, 1951
- Le Casseau d'écorce magique, 1952
- Le Patriote, 1952
- Le Corsaire de la Baie d'Hudson, 1953
- La Dame blanche du Cap Diamant, 1953
- La Grande aventure de Jean Cousin, 1953
- La Grenouille verte, 1953
- Les Vacances de Geneviève (une petite Québecquoise d'autrefois, 1953
- La Belle Histoire de Blondine, 1954
- Le Vainqueur du rodéo, 1956
- Le Corsaire au gant de fer, 1957
- Le Retour de l'Oiseau-Mouche, 1959

### Recueils de contes ou nouvelles
- Aux quatre coins des routes canadiennes, Montréal, LGC, 1921
- Au bord du Richelieu, Montréal, Beauchemin, 1925
- L'Érable enchanté : récits et légendes, Montréal, Éditions Albert Lévesque : Librairie d'Action canadienne française limitée, 1932
- Les Contes du Richelieu, 1940
- Les Contes du Saint-Laurent : récits et légendes, 1940
- La Fée des érables : récits et légendes, 1940
- À travers le Canada : récits et légendes, 1941
- Les Contes de la forêt canadienne, 1942
- Au temps des Indiens rouges : récits et légendes, 1943
- Anéatah et Déranah, les jumelles d'Hochelaga : (légende indienne), 1943
- Les Contes de la claire fontaine, 1943
- Histoire d'un brin de cerfeuil et autres contes, 1944
- Zozor ; suivi de La Puce, 1945
- Les Contes de l'Oiseau bleu, 1946
- Sur les chemins de l'Acadie : (récits et nouvelles), 1946
- Brun Brun, l'ours des Laurentides, 1947
- Le Gnome Ratapon ; suivi du, Lièvre et la Tortue, 1948
- L'Herbe des champs et autres contes, 1948
- La légende de sainte Odile et autres contes, 1948
- Lydia et autres contes, 1948
- Les Petits clercs de Santarem et autres contes, 1948
- Les Contes de la lune et du vent, 1953
- Le Calvaire du repentir : légende beauceronne, 1954
- Le Chevreuil enchanté, (d'après le conte des frères Grimm), 1954
- Les Deux Bossus de l'Île d'Orléans et autres contes, 1954
- La Mort du grand sorcier et autres contes, 1954
- Le Génie du Rocher Percé et autres contes, 1954
- Le Berger et le dragon : (d'après un vieux conte slovaque), 1955
- Les Deux amis de Rosette et autres contes, 1955
- La Lotion de maman et autres contes, 1955
- L'Oiseau vert et la princesse fortunée : (d'après un conte oriental), 1956
- Les Contes de l'aigle d'or, 1957
- Contes, légendes et récits d'Eugène Achard, Trois-Pistoles, Éditions Trois-Pistoles, 2012 (Anthologie posthume)

### Biographies
- Georges VI, roi du Canada, 1942
- Elisabeth II, reine du Canada, 1955

### Ouvrages historiques
- Ceux qui régissent le monde, 1942
- Pionniers et découvreurs, 1958
- Aux temps héroïques du Canada, 1959
- Ceux qui firent Montréal, 1959

### Autres publications
- Aux jardins du Richelieu, 1942
- L'Histoire du drapeau canadien, 1944
- Le Mississipi, père des eaux, 1946
- Sur le grand fleuve de Canada, 1956
- Sur les hauteurs de Charlesbourg-Royal, 1960
- Sur les sentiers de la Côte-Nord, 1960

Une liste des œuvres d'Eugène Achard est publiée dans le Dictionnaire des auteurs de langue française en Amérique du Nord.

## Hommages
- Une rue a été nommée en son honneur dans la ville de Québec.